# Snilstveitøy
59°58′17.119″N 5°55′42.589″Ø / 59.97142194°N 5.92849694°Ø
Snilstveitøy er en ø som ligger ud for Rosendal i Kvinnheradsfjorden i Kvinnherad kommune i Vestland fylke i Norge. Øen har et areal på 6,8 km² og det højeste punkt, Veten, ligger 409 meter over havet. 
I forlængelse af Snilstveitøy, kun adskilt af et snævert sund, ligger øen Skorpo som strækker sig mod sydvest mod Herøysund.
På Snilstveitøy udgives lokalavisen Øyaposten. Den udsendes i papirudgave to gange om året og har vægt på lokalhistorisk stof.